# Krajní pravice

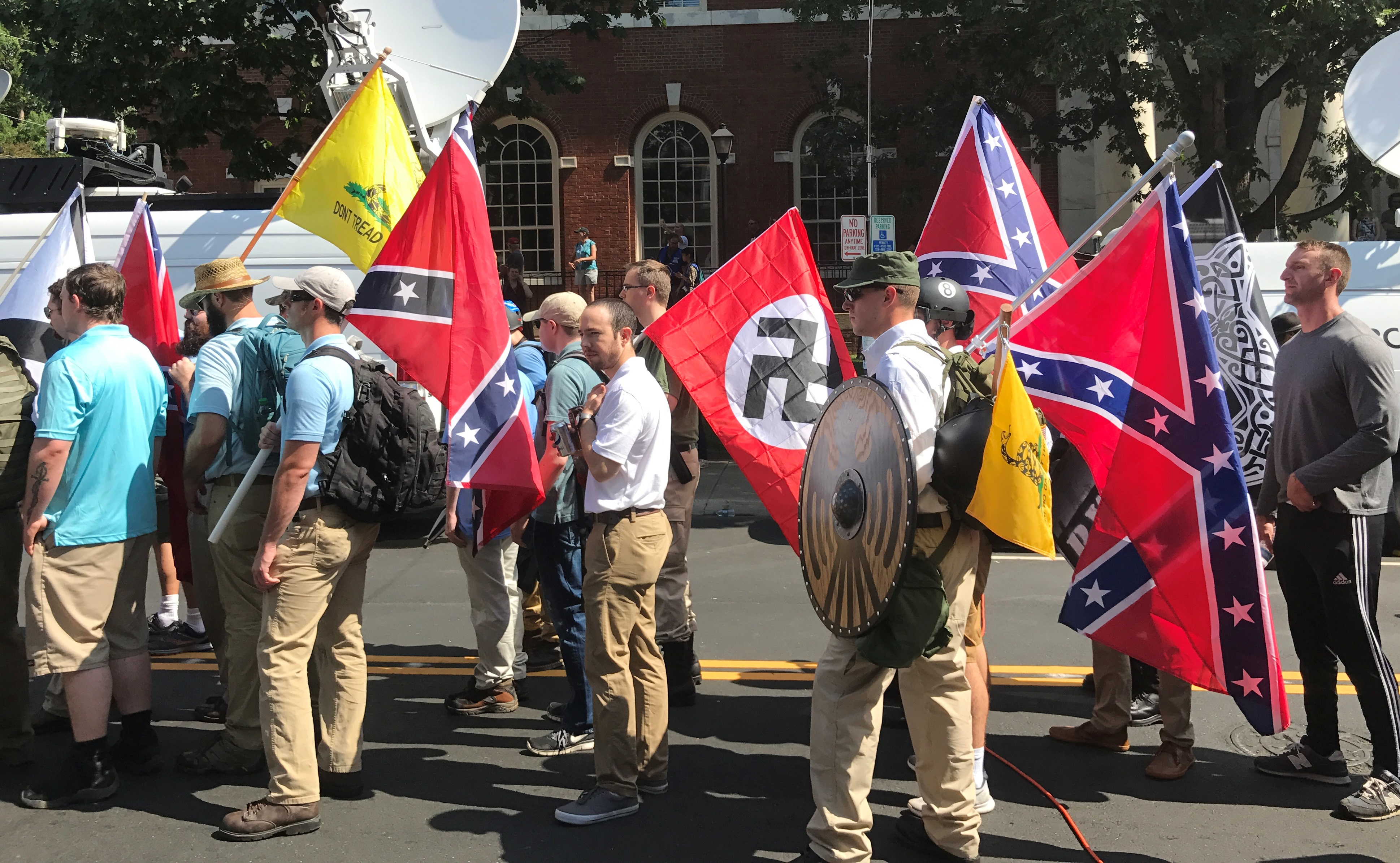
Shromáždění Sjednoťte pravici (Unite the Right) v Charlottesville, 2017

Krajní pravice, označovaná také jako extrémní pravice nebo pravicový extremismus, je politika, která se v levo-pravém politickém spektru nachází více napravo než standardní politická pravice a projevuje se antikomunisticky, autoritářsky, ultranacionalisticky a má nativistické tendence. Krajní pravici od radikální pravice odlišuje odmítání pluralismu a demokracie.
Historicky se používá pro označení zkušeností s fašismem a nacismem, dnes krajně pravicová politika zahrnuje neofašismus, neonacismus, třetí pozici, alt-right, rasový supremacismus a další ideologie nebo organizace, které se vyznačují aspekty ultranacionalistických, šovinistických, xenofobních, teokratických, rasistických, homofobních, transfobních nebo reakčních názorů.
Krajně pravicová politika může vést k útlaku, politickému násilí, násilné asimilaci, etnickým čistkám nebo genocidě skupin lidí na základě jejich údajné méněcennosti nebo domnělého ohrožení původního etnika, národa, státu, národního náboženství, dominantní kultury nebo tradičních společenských institucí.

## Přehled

### Pojem a světonázor

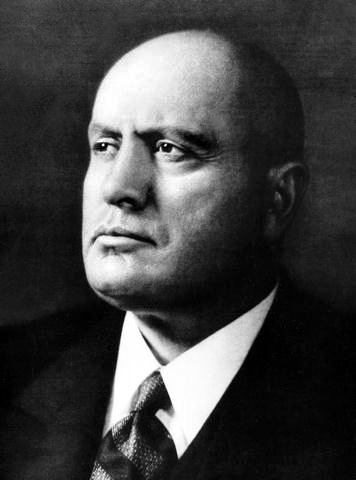
Benito Mussolini, diktátor a zakladatel italského fašismu, krajně pravicové ideologie.

Jádrem světonázoru krajní pravice je organicismus, představa, že společnost funguje jako celistvá, organizovaná a homogenní živá bytost. Tato koncepce, přizpůsobená společenství, které chtějí konstituovat nebo rekonstituovat (ať už na základě etnické příslušnosti, národnosti, náboženství nebo rasy), je vede k odmítání jakékoli formy univerzalismu ve prospěch autofilie a alterofobie, tedy k idealizaci „my“ a vylučování „oni“. Krajní pravice má tendenci absolutizovat rozdíly mezi národy, rasami, jednotlivci či kulturami, neboť narušují jejich úsilí o utopický sen o „uzavřené“ a přirozeně organizované společnosti, vnímané jako podmínka zajištění znovuzrození společenství, které je konečně znovu spojeno se svou kvazi-věčnou přirozeností a znovu založeno na pevných metafyzických základech.
Protože vidí své společenství ve stavu rozkladu, který umožňují vládnoucí elity, představují se příslušníci krajní pravice jako přirozená, zdravá a alternativní elita, jejímž spásným posláním je zachránit společnost před zaslíbenou zkázou. Odmítají jak svůj národní politický systém, tak globální geopolitický řád (včetně jeho institucí a hodnot, např. politického liberalismu a rovnostářského humanismu), které jsou prezentovány jako ty, jež je třeba opustit nebo očistit od jejich nečistot, aby „spásné společenství“ mohlo nakonec opustit současnou fázi liminální krize a zahájit novou éru. Samotné společenství je idealizováno prostřednictvím velkých archetypálních postav (zlatý věk, spasitel, dekadence a teorie globálního spiknutí), neboť oslavují neracionalistické a nematerialistické hodnoty, jako je mládí nebo kult mrtvých.
Politolog Cas Mudde tvrdí (1998), že na krajní pravici lze nahlížet jako na kombinaci čtyř široce definovaných pojmů, a to exkluzivismu (např. rasismus, xenofobie, etnocentrismus, etnopluralismus nebo šovinismus), antidemokratických a neindividualistických rysů (např. kult osobnosti, hierarchismus, monismus, populismus, antipartikularismus, organicistický pohled na stát), tradicionalistický hodnotový systém naříkající nad zánikem historických referenčních rámců (např. právo a pořádek, rodina, etnická, jazyková a náboženská komunita a národ a přírodní prostředí) a sociálně-ekonomický program spojující korporativismus, státní kontrolu některých odvětví, agrarismus a různou míru víry ve volnou hru sociálně darwinistických tržních sil. Mudde pak navrhuje rozdělení zastřešujícího pojmu krajní pravice na umírněné a radikální směry podle míry jejich exkluzivismu a esencialismu.

### Definice a srovnávací analýza
Encyclopedia of Politics: The Left and the Right uvádí, že krajně pravicová politika zahrnuje „osoby nebo skupiny, které zastávají extrémní nacionalistické, xenofobní, rasistické, nábožensky fundamentalistické nebo jiné reakční názor“. Ačkoli se termín krajní pravice obvykle používá pro fašisty a neonacisty, označuje také ty, kteří se nacházejí napravo od hlavního proudu pravicové politiky.
Podle politologa Lubomíra Kopečka „nejlepší pracovní definicí současné krajní pravice může být čtyřprvková kombinace nacionalismu, xenofobie, práva a pořádku a sociálního šovinismu, kterou pro západoevropské prostředí navrhl Cas Mudde“. Na základě těchto pojmů zahrnuje krajně pravicová politika aspekty autoritářství, antikomunismu a nativismu, ale neomezuje se na ně. S krajní pravicí jsou často spojována tvrzení, že nadřazení lidé by měli mít větší práva než lidé podřízení, neboť historicky upřednostňují sociálně darwinistickou nebo elitářskou hierarchii založenou na víře v legitimitu vlády údajně nadřazené menšiny nad podřadnými masami. Pokud jde o sociokulturní rozměr národnosti, kultury a migrace, jedním z krajně pravicových postojů je názor, že určité etnické, rasové nebo náboženské skupiny by měly zůstat oddělené, založený na přesvědčení, že zájmy vlastní skupiny by měly být upřednostňovány.
Při srovnání západoevropské a postkomunistické středoevropské krajní pravice Kopeček píše, že „pro středoevropskou krajní pravici byl rovněž typický silný antikomunismus, a to mnohem výrazněji než v západní Evropě“, což umožňuje „základní ideologické zařazení do jednotné stranické rodiny, a to navzdory heterogenitě krajně pravicových stran“. Kopeček uzavírá, že srovnání středoevropských krajně pravicových stran se západoevropskými ukazuje, že „tyto čtyři prvky jsou přítomny i ve střední Evropě, i když v poněkud pozměněné podobě, a to navzdory odlišným politickým, ekonomickým a sociálním vlivům“. V americkém a obecněji anglosaském prostředí se nejčastěji používá termín „radikální pravice“, který má širší význam než evropská radikální pravice. Mudde definuje americkou radikální pravici jako „starou školu nativismu, populismu a nepřátelství vůči centrální vládě, která se prý po druhé světové válce vyvinula v kombinaci ultranacionalismu a antikomunismu, křesťanského fundamentalismu, militaristické orientace a proticizineckých nálad“.
Jodi Deanová tvrdí, že „vzestup krajně pravicového antikomunismu v mnoha částech světa“ je třeba interpretovat „jako politiku strachu, která využívá nespokojenosti a hněvu vyvolaných kapitalismem. [...] Straníci krajně pravicových organizací zase využívají antikomunismus k tomu, aby zpochybnili každý politický proud, který není zakotven v jasně exponovaném nacionalistickém a rasistickém programu. Pro ně je SSSR i Evropská unie, levicoví liberálové, ekologové a nadnárodní korporace – ti všichni mohou být účelově nazýváni ‚komunistickými‘.“
Podle Jana Charváta, politologa a experta na extremismus z Institutu politologických studií Fakulty sociálních věd Univerzity Karlovy, dochází v českém mediálním a laickém diskurzu k nepochopení pojmu krajní pravice. Podle Charváta se české diskuze dopouští dvou zásadních chyb, a to: 1. tezí, že pravice a levice se od sebe liší primárně ekonomickým programem a 2. dochází k záměně definice pravice a levice s definicí pravicového liberalismu a socialismu. Charvát dále rozlišuje radikální a extrémní strany, přičemž radikální strany se nachází na okraji ústavnosti systému, zatímco extrémní jdou již mimo pravidla ústavnosti systému. Podle Charvátova mínění již v odborných politologických kruzích došlo ke shodě nad základními definičními znaky krajní pravice, těmi jsou: 1. nativismus (tj. důraz na pokrevní spřízněnost členů národa) a 2. odmítání rovnosti a z toho vycházející autoritářství (vč. příklonu ke kultu vůdce). Dalšími obvyklými znaky krajně pravicových stran jsou sociálně-šovinistické programy (tj. sociální stát, ale jen pro určité etnikum) a extrémně kulturně konzervativní programy. Dále uvádí, že řada krajně pravicových stran 21. století se dokázala programově stáhnout z dřívějších pozic otevřeného rasismu, antisemitismu, násilí a antidemokratičnosti. Tématy se staly silné národní státy (např. formou euroskepticismu), antiislamismus a související kritika migrace, kulturní konzervatismus. Tím došlo k tomu, čemu se v politologii říká mainstreamizace krajní pravice. K tomuto jevu mělo podle Charváta docházet od 11. září 2001. V českém prostředí se podoba krajní pravice proměnila ve výše uvedeném duchu, a to od podoby, kterou v devadesátých letech 20. století představovali zejména skinheads a neonacisté.
Politolog Vít Hloušek z Fakulty sociálních studií Masarykovy univerzity v roce 2024 uvedl, že dobové evropské krajně pravicové strany spojuje několik základních rysů: 1. nacionalismus, včetně odporu k migraci, 2. konzervatismus v kulturních tématech jakými jsou například sexuální menšiny nebo klimatická politika a 3. sociální stát pro vybrané etnikum (tzv. welfare šovinismus). Za praktický znak krajně pravicových stran chápal nabídku rychlých, ale nerealistických řešení.
Václav Klaus považuje (2024) termín „krajní pravice“ – ve smyslu, v jakém je aktuálně používán – za zcela nepřiléhavý, a sdílí myšlenky některých německých politických komentátorů, kteří tvrdí, že je zneužíván k označování politických oponentů.[ve zdroji nenalezeno]

## Současné debaty

### Terminologie
Podle Jeana-Yvese Camuse a Nicolase Lebourga spočívá současná nejednoznačnost definice krajně pravicové politiky v tom, že tento pojem je obecně používán politickými protivníky k „diskvalifikaci a stigmatizaci všech forem stranického nacionalismu tím, že je redukuje na historické experimenty italského fašismu a německého nacionálního socialismu“. Mudde s tím souhlasí a poznamenává, že „tento termín se nepoužívá pouze pro vědecké účely, ale také pro účely politické. Několik autorů definuje pravicový extremismus jako určitý druh antiteze proti vlastnímu přesvědčení“. Zatímco existence takového politického postoje je mezi vědci široce přijímána, osobnosti spojené s krajní pravicí toto pojmenování přijímají jen zřídka a dávají přednost termínům jako „národní hnutí“ nebo „národní pravice“. Diskutuje se také o tom, nakolik je označení neofašista nebo neonacista vhodné. Podle slov Muddeho se „označení neonacista a v menší míře neofašismus dnes používají výhradně pro strany a skupiny, které výslovně deklarují touhu obnovit Třetí říši nebo uvádějí historický nacionální socialismus jako svůj ideologický vliv“.
Jednou z otázek je, zda by strany měly být označeny za radikální nebo extrémní, což je rozlišení, které provádí Spolkový ústavní soud Německa při rozhodování o tom, zda by strana měla být zakázána. Extrémní strana se staví proti liberální demokracii a ústavnímu pořádku, zatímco radikální strana akceptuje svobodné volby a parlament jako legitimní struktury. Po průzkumu odborné literatury dospěl Mudde v roce 2002 k závěru, že termíny „pravicový extremismus“, „pravicový populismus“, „národní populismus“ nebo „neopopulismus“ jsou vědci často používány jako synonyma, v každém případě s „nápadnou podobností“, s výjimkou zejména několika autorů zabývajících se extremisticko-teoretickou tradicí.

### Vztah k pravicové politice
Italský filozof a politolog Norberto Bobbio tvrdí, že postoje k rovnosti jsou tím, co v politickém spektru odlišuje především levicovou politiku od pravicové.
V programu některých současných pravicových stran lze identifikovat aspekty krajně pravicové ideologie: zejména myšlenku, že nadřazené osoby by měly ovládat společnost, zatímco nežádoucí elementy by měly být vyčištěny, což v extrémních případech vyústilo v genocidu. Charles Grant, ředitel Centra pro evropskou reformu v Londýně, rozlišuje mezi fašismem a pravicovými nacionalistickými stranami, které jsou často označovány za krajně pravicové, jako je například Národní fronta ve Francii. Mudde poznamenává, že nejúspěšnější evropské krajně pravicové strany v roce 2019 byly „bývalé mainstreamové pravicové strany, které se změnily v populistické radikálně pravicové strany“. Podle historika Marka Sedgwicka „neexistuje obecná shoda na tom, kde končí mainstream a začíná extrém, a pokud na tom někdy panovala shoda, nedávný posun hlavního proudu ji zpochybňuje“.
Zastánci teorie podkovy označují krajní levici a krajní pravici za extremisty, kteří mají mezi sebou více společného než každý z nich s centristy či umírněnými. Teorie podkovy se však v akademických kruzích netěší podpoře a dočkala se i kritiky, včetně názoru, že to byli právě centristé, kdo podporoval krajně pravicové a fašistické režimy, kterým dával přednost u moci před socialistickými.

### Důvody podpory
Jens Rydgren popisuje řadu teorií, proč jednotlivci podporují krajně pravicové politické strany, a akademická literatura na toto téma rozlišuje mezi teoriemi na straně poptávky, které změnily „zájmy, emoce, postoje a preference voličů“, a teoriemi na straně nabídky, které se zaměřují na programy stran, jejich organizaci a struktury příležitostí v jednotlivých politických systémech. Nejčastějšími teoriemi na straně poptávky jsou teze o sociálním rozkladu (social breakdown thesis), teze o relativní deprivaci (relative deprivation thesis), teze o modernizačních poražených (modernization losers thesis) a teze o etnické konkurenci (ethnic competition thesis).
Vzestup krajně pravicových stran je také vnímán jako odmítnutí postmaterialistických hodnot ze strany některých voličů. Tato teorie, která je známá jako obrácená postmateriální teze, obviňuje levicové i progresivní strany z přijetí postmateriální agendy (včetně feminismu a environmentalismu), která odcizuje tradiční voliče z řad dělnické třídy. Jiná studie tvrdí, že jednotlivci, kteří se přidávají ke krajně pravicovým stranám, určují, zda se tyto strany vyvinou ve významné politické hráče, nebo zda zůstanou marginalizovány.
První akademické studie přijaly psychoanalytická vysvětlení podpory krajní pravice. V publikaci Masová psychologie fašismu (Die Massenpsychologie des Faschismus) Wilhelma Reicha z roku 1933 se objevila teorie, že fašisté se v Německu dostali k moci v důsledku sexuálního útlaku. Pro některé krajně pravicové strany v západní Evropě se otázka přistěhovalectví stala dominantním tématem, a to do té míry, že někteří vědci tyto strany označují jako „protipřistěhovalecké“.

## Myšlenkové kořeny

### Pozadí
Velká francouzská revoluce v roce 1789 znamenala zásadní posun v politickém myšlení, protože zpochybnila zavedené myšlenky podporující hierarchii novými myšlenkami o všeobecné rovnosti a svobodě. V tomto období se také vytvořilo moderní levo-pravé politické spektrum. Demokraté a zastánci všeobecného volebního práva se nacházeli na levé straně voleného francouzského shromáždění, zatímco monarchisté seděli nejdále vpravo.
Největší odpůrci liberalismu a demokracie v 19. století, jako byli Joseph de Maistre a Friedrich Nietzsche, byli k Velké francouzské revoluci velmi kritičtí. Zastánci návratu k absolutní monarchii se v 19. století označovali za „ultramonarchisty“ a vyznávali „mystickou“ a „prozřetelnostní“ vizi světa, v níž byly královské dynastie považovány za „úložiště boží vůle“. Opozice vůči liberální modernitě vycházela z přesvědčení, že hierarchie a zakořeněnost jsou důležitější než rovnost a svoboda, přičemž druhé dvě jmenované jsou dehumanizující.

### Vznik
Ve francouzské veřejné debatě po bolševické revoluci v roce 1917 se výraz krajní pravice používal pro označení nejsilnějších odpůrců krajní levice, tedy těch, kteří podporovali události v Rusku. Řada myslitelů krajní pravice se nicméně hlásila k vlivu antimarxistické a antirovnostářské definice socialismu, založené na vojenském soudružství, které odmítalo marxistickou třídní analýzu, neboli k tomu, co Oswald Spengler nazval „socialismem krve“, který je někdy vědci označován jako forma „socialistického revizionismu“. Patřili k nim Charles Maurras, Benito Mussolini, Arthur Moeller van den Bruck a Ernst Niekisch. Tito myslitelé se nakonec od původního komunistického hnutí odštěpili po nacionalistické linii, přičemž Karel Marx a Friedrich Engels rozporovali nacionalistické teorie myšlenkou, že „pracující nemají žádnou vlast“. Hlavní příčinu tohoto ideologického zmatku lze hledat v důsledcích prusko-francouzské války z roku 1870, která podle švýcarského historika Philippa Burrina zcela přepracovala politickou krajinu v Evropě tím, že rozšířila myšlenku antiindividualistické koncepce „národní jednoty“, jež se povznesla nad dělení na pravici a levici.
S tím, jak se díky industrializaci a všeobecnému volebnímu právu dostal do politické debaty pojem „masy“, začala vznikat nová pravice založená na národních a sociálních idejích, kterou Zeev Sternhell nazval „revoluční pravicí“ a předzvěstí fašismu. Rozkol mezi levicí a nacionalisty byl navíc zvýrazněn vznikem antimilitaristických a antipatriotických hnutí, jako byl anarchismus nebo syndikalismus, které měly s krajní pravicí ještě méně společného. Ta začala rozvíjet „nacionalistický mysticismus“ zcela odlišný od levice a antisemitismus se stal krédem krajní pravice, což znamenalo odklon od tradičního ekonomického „antijudaismu“, který hájila část krajní levice, ve prospěch rasového a pseudovědeckého pojetí alterity. Po celé Evropě začaly vznikat různé nacionalistické ligy jako Pangermánská liga nebo Ligue des Patriotes, jejichž společným cílem bylo sjednotit masy nad rámec sociálních rozdílů.

### Völkisch a revoluční pravice

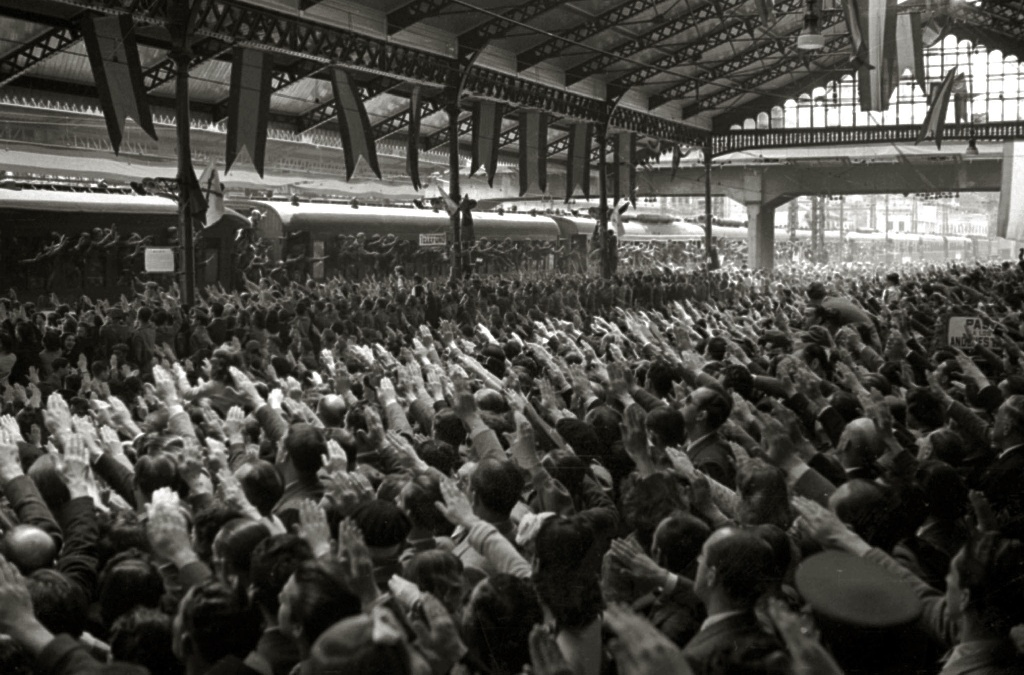
Španělské falangistické dobrovolnické jednotky Modré divize nastupují v San Sebastiánu, 1942

Hnutí Völkisch vzniklo koncem 19. století a inspirovalo se německým romantismem a jeho fascinací Svatou říší římskou, která měla být uspořádána do harmonického hierarchického řádu. Vzniklo na základě myšlenky „krve a půdy“ a od roku 1900 bylo rasistickým, populistickým, agrárním, romantickým nacionalistickým a antisemitským hnutím v důsledku rostoucí exkluzivity a rasových konotací. Idealizovali mýtus „původního národa“, který se v jejich době ještě mohl vyskytovat ve venkovských oblastech Německa, formu „primitivní demokracie svobodně podřízené svým přirozeným elitám“. Myslitelé v čele s Arthurem de Gobineau, Houstonem Stewartem Chamberlainem, Alexisem Carrelem a Georgesem Vacherem de Lapouge překrucovali Darwinovu evoluční teorii a prosazovali „rasový boj“ a hygienistické vidění světa. Völkischem teoretizovaná čistota bio-mystického a prapůvodního národa pak začala být vnímána jako narušená cizorodými prvky, zejména židovskými.
Tyto myšlenky, přeložené do konceptu „země a mrtvých“ Maurice Barrèse, ovlivnily předfašistickou „revoluční pravici“ v celé Evropě. Ta měla svůj původ v intelektuální krizi fin de siècle a byla, slovy Fritze Sterna, hlubokým „kulturním zoufalstvím“ myslitelů, kteří se cítili vykořeněni v racionalismu a scientismu moderního světa. Vyznačovala se odmítnutím zavedeného společenského řádu, revolučními tendencemi a antikapitalistickými postoji, populistickým a plebejským rozměrem, prosazováním násilí jako prostředku jednání a voláním po individuální a kolektivní palingenezi („regeneraci, znovuzrození“).

### Krajní pravice v Izraeli

Vlajka strany Kach

V Izraeli existovala v letech 1971–1994 krajně pravicová strana Kach, prezentující militantní a šovinistické postoje vůči nežidům.

### Současné myšlení

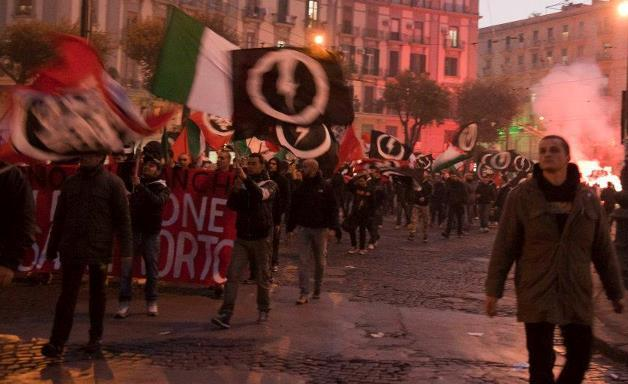
Shromáždění CasaPound v Neapoli

Klíčoví myslitelé současné krajně pravicové politiky podle Marka Sedgwicka sdílejí čtyři klíčové prvky, a to apokalyptismus, strach z globálních elit, víru v rozlišení přítel-nepřítel Carla Schmitta a myšlenku metapolitiky. Apokalyptický směr myšlení začíná v knize Zánik Západu Oswalda Spenglera a sdílejí ho Julius Evola a Alain de Benoist. Pokračuje ve Smrti Západu Pata Buchanana i v obavách z islamizace Evropy. S tím souvisí i strach z globálních elit, které jsou považovány za viníky úpadku. Ernst Jünger se obával kosmopolitních elit bez kořenů, zatímco de Benoist a Buchanan vystupují proti manažerskému státu a Curtis Yarvin je proti „katedrále“. Schmittovo rozlišení přítel-nepřítel inspirovalo francouzskou stranu Nouvelle Droite k myšlence etnopluralismu, která se v kombinaci s americkým rasismem stala velmi vlivnou pro alternativní pravici.
Francouzský neofašistický spisovatel Maurice Bardèche ve své knize z roku 1961, která je považována za vlivnou pro celou evropskou krajní pravici, představil myšlenku, že fašismus může přežít 20. století pod novým metapolitickým pláštěm přizpůsobeným změnám doby. Namísto snahy oživit k zániku odsouzené režimy s jejich jednotnou stranou, tajnou policií nebo veřejným projevem césarismu Bardèche tvrdil, že by jeho teoretici měli prosazovat základní filozofickou myšlenku fašismu bez ohledu na jeho rámec, tj. koncept, podle něhož pouze menšina, „fyzicky zdravější, morálně čistší, nejvíce si uvědomující národní zájmy“, může nejlépe reprezentovat společenství a sloužit méně nadaným v tom, co Bardèche nazývá novou „feudální smlouvou“.
Další vliv na současné krajně pravicové myšlení měla tradicionalistická škola, k níž patřil Julius Evola a která ovlivnila Steva Bannona (poradce Donalda Trumpa) a Alexandra Dugina (poradce Vladimira Putina), stejně jako maďarskou stranu Jobbik.
Pokud jde o Latinskou Ameriku, Rene Leal z Univerzity v Santiagu v Chile poznamenává, že „utlačovatelské vykořisťování pracujících pod neoliberálními vládami v regionu“ urychlilo růst krajně pravicové politiky v regionu.
V 21. století existuje spletitý vztah mezi Izraelem a evropskou krajní pravicí. V roce 2010 byla v Tel Avivu uspořádána mezinárodní krajně pravicová konference pod záštitou člena Likudu. Hlavní motivací spolupráce je společná protiislámská ideologie, odpor k arabským a muslimským přistěhovalcům, ale také k Evropské unii. V dubnu 2020 premiérův syn Jair Netanjahu zveřejnil tweet, v němž vyzval k „zániku Evropské unie a návratu křesťanské Evropy.“ Existují domněnky o spolupráci mezi Likudem a německou AfD. V roce 2019 přijal Spolkový sněm rezoluci odsuzující propalestinské Hnutí BDS jako antisemitské. Tuto rezoluci přitom původně navrhla AfD. Netanjahuova vláda aktivně pěstuje vztahy s různými evropskými krajně pravicovými stranami a lídry, včetně belgického Vlámského zájmu, rakouských Svobodných, rumunské Aliance pro sjednocení či švédské SD.

## Online
Na krajní pravici se zaměřuje a navštěvuje ji řada internetových stránek a fór. Patří mezi ně například Stormfront a Iron March.

### Stormfront
Stormfront je nejstarší a nejvýznamnější neonacistická webová stránka, kterou Southern Poverty Law Center a další mediální organizace označují za „hlavní město vražd na internetu“. V srpnu 2017 byl Stormfront na něco málo přes měsíc odstaven, když mu registrátor zabavil doménu kvůli stížnostem, že podněcuje k nenávisti a že někteří jeho členové jsou spojováni s vraždami. Výbor právníků pro občanská práva podle zákona se k této akci přihlásil poté, co se zasadil o to, aby hostitel webu Stormfront, společnost Network Solutions, vymáhal dodržování smlouvy o podmínkách poskytování služeb, která uživatelům zakazuje používat jeho služby k podněcování násilí.

### Iron March
Iron March bylo fašistické webové fórum, které v roce 2011 založil ruský nacionalista Alexandr „Slavros“ Muchitdinov. Neznámá osoba nahrála v listopadu 2019 databázi uživatelů Iron March do archivu Internet Archive a bylo identifikováno několik neonacistických uživatelů, včetně kapitána záchytného centra ICE a několika aktivních příslušníků ozbrojených sil Spojených států. V polovině roku 2018 spojovalo Southern Poverty Law Center organizaci Iron March s téměř stovkou vražd. Muchitdinov zůstával v době úniku informací nejasnou postavou.

## Pravicový terorismus

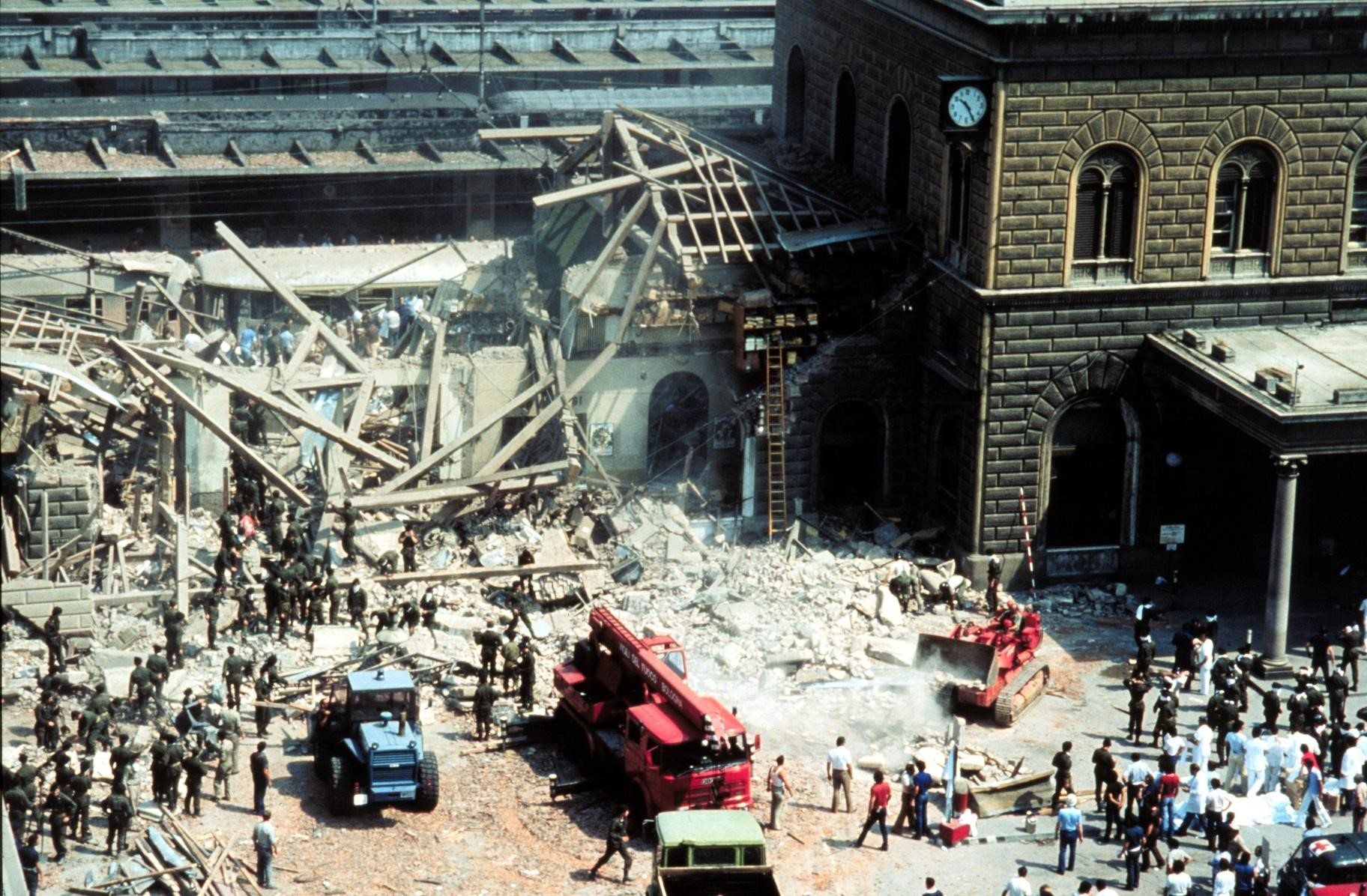
Atentát v Boloni, který roku 1980 provedla skupina Nuclei Armati Rivoluzionari

Pravicový terorismus je terorismus motivovaný různými krajně pravicovými ideologiemi a přesvědčeními, včetně antikomunismu, neofašismu, neonacismu, rasismu, xenofobie a odporu k přistěhovalectví. Tento typ terorismu se vyskytuje sporadicky a mezinárodní spolupráce je malá nebo žádná. Moderní pravicový terorismus se poprvé objevil v západní Evropě v 80. letech 20. století a ve východní Evropě se poprvé objevil po rozpadu Sovětského svazu.
Cílem pravicových teroristů je svrhnout vlády a nahradit je nacionalisticky nebo fašisticky orientovanými vládami. Jádro tohoto hnutí tvoří neofašističtí skinheadi, krajně pravicoví hooligans, mladiství sympatizanti a intelektuální vůdci, kteří věří, že stát se musí zbavit cizích elementů, aby ochránil právoplatné občany. Obvykle však postrádají pevnou ideologii.
Podle Cas Muddeho se krajně pravicového terorismu a násilí na Západě v poslední době zpravidla dopouštějí jednotlivci nebo skupiny jednotlivců, „kteří mají přinejlepším okrajové spojení“ s politicky relevantními organizacemi krajní pravice. Nicméně, jak Mudde dále uvádí, „v posledních letech se krajně pravicové násilí stalo plánovanějším, pravidelnějším a smrtelnějším, jak ukazují teroristické útoky v Christchurchi (2019), Pittsburghu (2018) a na ostrově Utøya (2011)“.

### Použitá
- BAR-ON, Tamir. Where Have All The Fascists Gone?. [s.l.]: Routledge, 2016. ISBN 9781351873130.
- BEINER, Ronald Verfasser. Dangerous Minds : Nietzsche, Heidegger, and the Return of the Far Right. [s.l.]: [s.n.], 12 March 2018. ISBN 978-0-8122-9541-2. OCLC 1148094406
- CAMUS, Jean-Yves; LEBOURG, Nicolas. Far-Right Politics in Europe. [s.l.]: Harvard University Press, 2017. ISBN 9780674971530.
- CARLISLE, Rodney P. The Encyclopedia of Politics: The Left and the Right, Volume 2: The Right. [s.l.]: Sage Publications, 2005. Dostupné online. ISBN 9781452265315.
- DAVIES, Peter J.; LYNCH, Derek. The Routledge Companion to Fascism and the Far Right. [s.l.]: Routledge, 2002. ISBN 978-0-415-21495-7.
- Reality Squared: Televisual Discourse on the Real. Redakce Friedman James. [s.l.]: Rutgers University Press, 2002. Dostupné online. ISBN 978-0-8135-2989-9.
- GOLDER, Matt. Far Right Parties in Europe. Annual Review of Political Science. 11 May 2016, s. 477–497. Dostupné online. doi:10.1146/annurev-polisci-042814-012441.
- GOODRICK-CLARKE, Nicholas. Black Sun: Aryan Cults, Esoteric Nazism, and the Politics of Identity. [s.l.]: NYU Press, 2003.
- GORENFELD, John. Bad Moon Rising: How Reverend Moon Created the Washington Times, Seduced the Religious Right, and Built an American Kingdom. [s.l.]: Polipoint Press, 2008. Dostupné online. ISBN 978-0-9794822-3-6.
- HILLIARD, Robert L.; KEITH, Michael C. Waves of Rancor: Tuning in the Radical Right. Armonk, NY: M.E. Sharpe Inc, 1999.
- IGNAZI, Piero. Extreme Right Parties in Western Europe. [s.l.]: Oxford University Press, 2003. ISBN 9780198293255.
- The Cultic Milieu: Oppositional Subcultures in an Age of Globalization. Redakce Kaplan Jeffrey. [s.l.]: Rowman Altamira, 2002. ISBN 978-0-7591-0204-0.
- KATEL, Peter. Issues in Terrorism and Homeland Security: selections from CQ Researcher. 2nd. vyd. [s.l.]: SAGE Publications, 2010. ISBN 978-1-4129-9201-5. Kapitola Hate Groups: Is Extremism on the Rise in the United States?.
- KIM, T.K. Electronic Storm – Stormfront Grows a Thriving Neo-Nazi Community. Intelligence Report. Southern Poverty Law Center, Summer 2005. Dostupné v archivu pořízeném z originálu dne May 21, 2006.
- LIPSET, Seymour Martin; RAAB, Earl. The politics of unreason right-wing extremism in America, 1790-1970. New York: Harper & Row, 1973. ISBN 9780061317446.
- Rethinking Global Security: Media, Popular Culture, and the "War on terror". Redakce Martin Andrew. [s.l.]: Rutgers University Press, 2006. ISBN 978-0-8135-3830-3.
- MOULITSAS, Markos. American Taliban: How War, Sex, Sin, and Power Bind Jihadists and the Radical Right. [s.l.]: Polipoint Press, 2010. Dostupné online. ISBN 978-1-936227-02-0.
- MUDDE, Cas. The Ideology of the Extreme Right. [s.l.]: Manchester University Press, 2002. Dostupné online. ISBN 978-0-7190-6446-3.
- MUDDE, Cas. The Far Right Today. [s.l.]: John Wiley & Sons, 2019. ISBN 978-1-5095-3685-6.
- PHIPPS, Alison. The Fight Against Sexual Violence. Soundings. 1 April 2019, s. 62–74. Dostupné online. doi:10.3898/SOUN.71.05.2019. S2CID 150487619.
- RYDGREN, J. The Sociology of the Radical Right. Annual Review of Sociology. 2007, s. 241–262. Dostupné v archivu pořízeném z originálu dne 9 January 2019. doi:10.1146/annurev.soc.33.040406.131752.
- WOSHINSKY, Oliver H. Explaining Politics: Culture, Institutions, and Political Behavior. [s.l.]: Routledge, 2008. Dostupné online. ISBN 9781135901349.

### Související
- Akkerman, Tjitske, Sarah L. de Lange and Matthijs Rooduijn, eds. Radical Right-Wing Populist Parties in Western Europe (2016)
- ARZHEIMER, Kai. The Eclectic, Erratic Bibliography on the Extreme Right in Western Europe [online]. 11 March 2012 [cit. 2014-03-29]. Dostupné online.
- Martin Bastl, Miroslav Mareš, Josef Smolík, Petra Vejvodová: Krajní pravice a krajní levice v ČR. Praha: Grada Publishing, 2011.
- Göran Dahl: Radikální konzervatismus a budoucnost politiky, 1999
- Davies, Peter, and Derek Lynch, eds. The Routledge companion to fascism and the far right (Psychology Press, 2002).
- Edgren, Torsten; MANNINEN, MERJA; UKKONEN, JARI. Eepos, Suomen historian käsikirja. [s.l.]: WSOY, 2003. ISBN 951-0-27651-0.
- HAINSWORTH, Paul. The Politics of the Extreme Right: From the Margins to the Mainstream. [s.l.]: Pinter, 2000.
- Kundnani, A. Blind Spot? Security Narratives and Far-Right Violence in Europe (International Centre for Counter-Terrorism – The Hague, 2012)
- Petr Kupka, Martin Laryš, Josef Smolík: Krajní pravice ve vybraných zemích střední a východní Evropy, 2009
- Lazaridis, Gabriella,  Giovanna Campani, and Annie Benveniste (eds.) The Rise of the Far Right in Europe: Populist Shifts and 'Othering'  (2016)
- Macklin, Graham. "Transnational networking on the far right: The case of Britain and Germany." West European Politics 36.1 (2013): 176–198.
- Miroslav Mareš: Pravicový extremismus a radikalismus v ČR, 2003
- MERKL, Peter H.; WEINBERG, Leonard. Right-wing Extremism in the Twenty-first Century. [s.l.]: Frank Cass Publishers, 2003. ISBN 9780714651828.
- Mieriņa, Inta, and Ilze Koroļeva. "Support for far right ideology and anti‐migrant attitudes among youth in Europe: A comparative analysis." Sociological Review 63 (2015): 183–205. online
- Mudde, Cas. Populist Radical Right Parties in Europe (2007)
- Mudde, Cas. The Ideology of the Extreme Right (2000)
- Mudde, Cas. The far right today (2019)
- PARSONS, Craig; SMEEDLING, Timothy M. Immigration and the transformation of Europe. [s.l.]: Cambridge University Press, 2006. ISBN 9781139458801.
- Martin Schain: Stíny nad Evropou: vývoj a vliv extrémní pravice v západní Evropě, 2002
- Josef Smolík: Národní strana v kontextu krajní pravice: 2003-2013., Brno: Centrum pro studium demokracie a kultury, 2013. .